# Peter Anders (tenor)
Peter Anders   (Essen, 1 de juliol de 1908 - Hamburg, 10 de setembre de 1954) va ser un tenor operístic alemany que va cantar un ampli ventall de peces en els repertoris alemany, italià i francès. Va començar cantant papers lírics i posteriorment va fer papers dramàtics amb el mateix èxit. També va ser un destacat cantant de lieder.
Anders va néixer a Essen i va estudiar a l'Acadèmia de Música de Berlín amb Ernst Grenzebach, i posteriorment en privat amb Lula Mysz-Gmeiner, amb la filla del qual, Susanne, es va casar. El 1931, va aparèixer a Berlín amb La Belle Hélène, i va fer el seu debut operístic l'any següent a Heidelberg, com Jacquino a Fidelio.
Va cantar en Darmstadt (1933-1935), Colònia (1935-1936), Hannover (1937-1938), i després en la Òpera Estatal de Múnic (1938-1940), on va participar en la creació d'Richard Strauss's Friedenstag. El 1939 va seguir un compromís a l'Òpera de l'Estat de Berlín. Va ser inclòs en l'anomenada llista Gottbegnadeten del ministre de Propaganda del Reich Goebbels com un artista important. A Berlín i va cantar a l'Òpera Estatal de Berlín de 1940 fins a 1948. El seu repertori en aquell moment incloïa papers lírics com Belmonte, Tamino, Lyonel, Hans, Hoffmann, Leukippos, Alfredo, Eisenstein i Rodolfo. El primer d'abril de 1943, en plena Segona Guerra Mundial i en aquest mateix teatre, va assumir el rol d'Armand en l'estrena de l'òpera Das Schloß Dürande del compositor suís Othmar Schoeck, al costat de la soprano Maria Cebotari.
Va fer algunes aparicions de convidats a la "Royal Opera House" de Londres, "La Monnaie" a Brussel·les i el "San Carlo" a Nàpols, a més de presentar-se al Festival Glyndebourne. Anders va cantar no només una impressionant gamma de papers operístics, sinó que també va aparèixer en diverses parts de l'opereta. Va actuar regularment a la ràdio alemanya i en concert i també va estar actiu en oratoris i recitals de lieder.
Es va convertir en un favorit del règim d'Adolf Hitler i no va ser obligat a servir a les forces armades durant la Segona Guerra Mundial, sinó que va entretenir a les tropes alemanyes i participar en esdeveniments de propaganda. Aquestes activitats van contaminar la seva reputació en el món de la postguerra.
Després de la Segona Guerra Mundial, Anders es va traslladar a l'Òpera Estatal d'Hamburg el 1948. La seva carrera en solitari el va portar a Darmstadt, Colònia, Hannover, Múnic, Berlín, Dresden, Salzburg, Edimburg i Viena finalment a Hamburg. A partir de 1949, Anders va assumir papers tan pesats com Florestan, Max, Tannhäuser, Lohengrin, Walther, Siegmund, Radames, Otello, amb el mateix èxit. A principis de la dècada de 1950, la veu lírica de tenor d'Anders va començar a fer-se més dura i poderosa. Així que també va poder obrir els grans rols heroics. El seu Otello a l'òpera homònima de Giuseppe Verdi va tenir un gran èxit a l'Òpera de l'Estat d'Hamburg el 1950. Amb la soprano croata Sena Jurinac va gravar, entre altres coses, el duet amorós de l'esmentada òpera. La gravació mostra un Otello gairebé perfecte. Anders va dissenyar el seu paper amb els mitjans vocals del tenor format en òperes mozartianes i prescindint d'efectes com el volum, etc., com era habitual amb Mario del Monaco, que en aquell moment se celebrava com a model d'Otello.
El 4 de setembre de 1954, Peter Anders va fer una aparició com a convidat a Plettenberg, Westfàlia. El 5 de setembre de 1954, de camí de Hannover a Hamburg, va tenir un accident amb el cotxe que conduïa. Va morir a causa de les ferides cinc dies després a l'hospital portuari d'Hamburg. La seva tomba es troba al cementiri d'Ohlsdorf. El 1976, Peter-Anders-Strasse a la urbanització Berlin-Neukölln High Deck va rebre el nom de l'artista.
Peter Anders estava casat amb la soprano Susanne Mysz (1909-1979), filla del seu mestre de cant Lula Mysz-Gmeiner. El matrimoni va tenir tres fills; la cantant Ursula Anders, la cantant i actriu Sylvia Anders i el tenor Peter Laurent Anders.

## Interpretacions
Les interpretacions de Peter Anders de Rodolfo a La Bohème, Florestan a Fidelio, Cavaradossi a Tosca, Don José a Carmen , Stolzing a Die Meistersinger von Nürnberg i els papers titulars a Otello i Lohengrin continuen estàndards vigents avui.
Una secció transversal mono de l'enregistrament complet de l'òpera Les Contes d'Hoffmann de Jacques Offenbach amb Peter Anders en el paper principal es va publicar a la RDA a principis dels anys 60. En aquest enregistrament de 1946, que ha estat declarat “enregistrament històric”, Rita Streich, Erna Berger, Margarete Klose i Jaro Prohaska canten al costat de Peter Anders; Artur Rother dirigeix l'Associació de Solistes de la Ràdio de Berlín i l'Orquestra Simfònica de la Ràdio de Berlín. La secció transversal també s'ha publicat en CD.
Anders també va ser un cantant d'èxit. Va gravar Winterreise de Franz Schubert dues vegades. El primer enregistrament, acompanyat per Michael Raucheisen, es va fer en les circumstàncies més difícils al gener i març de 1945 a la "Haus des Rundfunks" de Berlín. El segon de 1948, acompanyat per Günther Weißenborn, per al WDR i les seves interpretacions del Beethoven-Lieder "Adelaide" i "I love you" encara són vigents avui dia. - malgrat totes les deficiències d'àudio d'aquella època - com a fites.
Els enregistraments d'opereta de Peter Anders també ocupen una posició especial. Encara avui no sonen antics ni superficials. Peter Anders va veure la "musa de la llum" com una forma d'art per dret propi, que s'havia d'interpretar amb la mateixa serietat i compromís artístic que una òpera de Mozart. Destaquen especialment els enregistraments que Anders va fer amb el director Franz Marszalek (per al WDR de Colònia i per al segell Polydor de la Deutsche Grammophon Gesellschaft). WDR va fer alguns enregistraments complets: Der Zigeunerbaron i Der Karneval in Rom de Johann Strauss, Das Land des Lächelns i Paganini de Franz Lehár i Liebe im Dreiklang de Walter Wilhelm Goetze. (Aquí Peter Anders va intervenir per al malaltia de Karl Friedrich).

## Literatura
- K. J. Kutsch, Leo Riemens: Großes Sängerlexikon. Unveränderte Auflage. K. G. Saur, Bern 1993, Erster Band A–L, Sp. 58 f., ISBN 3-907820-70-3.
- Ferdinand Kösters: Peter Anders. Biographie eines Tenors. Monsenstein u. Vannerdat, Münster 2008, ISBN 978-3-86582679-4.